# Monfarracinos
Monfarracinos – gmina w Hiszpanii, w prowincji Zamora, w Kastylii i León, o powierzchni 22,02 km². W 2011 roku gmina liczyła 924 mieszkańców.